# 퍼시 비시 셸리
퍼시 비시 셸리(Percy Bysshe Shelley, 1792년 8월 4일 ~ 1822년 7월 8일)는 영국의 소설가 메리 셸리의 남편이자 낭만파 시인이다.

## 생애
남부 영국의 명문 출신으로 이튼을 거쳐 옥스퍼드 대학 재학 중 무신론을 부르짖다 퇴학 당하였다. 1818년 이후부터는 이탈리아에서 지냈다. 그의 시는 흔히 관념적으로 달콤하다는 평을 받으나, 그의 순수한 서정시는 어떤 형으로든지 이상주의적 혁명에 대한 정열과 연결되어 있는 것으로 보인다.

## 결혼, 시인 바이런과의 교우
1811년 여름 해리엇 웨스트브룩이라는 16세의 소녀와 결혼하였다. 무정부주의자이며 자유사상가인 W.고드윈의 강력한 영향을 받아, 정치적 이상을 노래한《매브 여왕 (Queen Mab)》(1813년)을 발표할 무렵, 고드윈의 딸 메리와 친해졌고, 애정 생활의 파탄을 비관한 해리엇은 1816년 투신 자살했다. 그 해 메리와 정식 결혼한 그는 스위스를 여행, 시인 바이런과 알게 되어 교우관계가 시작되었다.

## 그 후의 작품들
이 무렵의 작품은 ‘고독한 영혼’이란 부제가 붙은 서사시《고독한 영혼(Alastor)》(1816년), 정치시《이슬람의 반란 (The Revolt of Islam)》(1818년), 플라톤의《향연》의 번역 등이다. 영국정부를 비판한《무질서한 가면극》(1819년)과 워즈워스를 풍자한《피터 벨 3세》(1819년)에 이어서, 16세기 로마에서 일어난 근친상간과 살인사건을 소재로 한 시극 대작《첸치 일가》(1819년)와 대표작《사슬에서 풀린 프로메테우스 (Prometheus Unbound)》(1820년)를 발표하였다. 이 대표작이 발표되던 해에 셸리 부처는 이탈리아의 피사에 정착하였고,《서풍의 노래 (Ode to the West Wind)》(1820년)《종달새에 부쳐 (To A Skylark) 1820년》 등 탁월한 서정시를 발표하였다. 1821년에는 이상적인 사랑을 노래한 시《에피사이키디온》, 그리스 독립전쟁에 촉발된 《헬라스 (Hellas)》, 시인 키츠의 죽음을 슬퍼하는 애가《아도나이스 (Adonais)》, 시인의 예언자적 사명을 선언한 시론으로 유명한 《시의 옹호》(1821년) 등이 쓰여졌다.

## 최후
1818년 이후 이탈리아에서 머문 그는 1822년 7월 8일, 이탈리아의 나폴리만(灣)에서 요트를 타다가 폭풍을 만나 익사하였다. 향년 30세

## 사후
1824년 그의 사후 메리 셸리에 의해 출간된 유작시집 유작시선 《퍼시 비시 셸리, 유고시선집》(Percy Bysshe Shelley, Posthumous Poems, ed. Mary Shelley)에도 〈탄식〉(A Lament)과 같은 많은 좋은 시들이 실려있다.

## 작품

### 시
- 《불가사의한 산적》 (The Mysterious Bandit) (chapbook) (1815년)
- 《지적인 아름다움에 대한 찬미》 (Hymn to Intellectual Beauty) (1816년)
- 《몽블랑》 (Mont Blanc) (1816년)
- 《이슬람의 반역》 (The Revolt of Islam) (1817년)
- 《오지맨디아스》 ( Ozymandias) (1818년)
- 《프랑켄슈타인》 (Frankenstein; or, The Modern Prometheus) (1818년)
- 《서풍에 부치는 노래》(Ode to the West Wind) (1819년)
- 《혼돈의 가면극》(The Masque of Anarchy) (1819년)
- 《속박에서 벗어난 프로메테우스》 (Prometheus Unbound) (1820년)
- 《종달새에게》 (To a Skylark) (1820년
- 《아도니스》 (Adonaïs) (1821년)
- 《수줍은 잔디》 (The Sensitive Plant) (1821년)
- 《노래》 (Song) (1821년) - 엘가 교향곡 2번에 영감을 줌
- 《구름》 (The Cloud)(1822년)

### 산문
- 《무신론의 필요성》 (Necessity of Atheism) (1811년)
- 《개혁의 철학적 견해》 (A Philosophical View of Reform) (1819년)
- 《시의 옹호》 (A Defence of Poetry) (1821년)

### 소설
- 《자스트로찌》 (Zastrozzi) (1810년) - 고딕 소설
- 《성 어빈》 ( St Irvyne) (1810년) - 고딕 소설

### 희곡
- 비극 《첸치》 (The Cenci)(1819년)

## 같이 보기
- 영국 문학
- 낭만주의